# Haliplus furcatus
Haliplus furcatus is een keversoort uit de familie watertreders (Haliplidae). De wetenschappelijke naam van de soort is voor het eerst geldig gepubliceerd in 1887 door Seidlitz.